# 达米尔斯
达米尔斯是奥地利福拉尔贝格州布雷根茨县的一个市镇。总面积20.92平方公里，总人口325人，人口密度15.5人/平方公里（2005年）。